# Albert Vanhoye

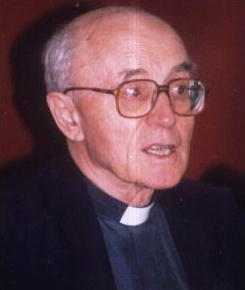
Albert Kardinal Vanhoye SJ (2005)

Kardinalswappen

Albert Kardinal Vanhoye SJ (* 24. Juli 1923 in Hazebrouck, Frankreich; † 29. Juli 2021 in Rom) war ein römisch-katholischer Ordenspriester, Theologe und Bibelwissenschaftler. Seit dem Tod von Roger Etchegaray am 4. September 2019 war er der älteste lebende Kardinal.

## Leben
Nachdem er am 11. September 1941 dem Jesuitenorden beigetreten war und am 15. November 1944 seine ersten Gelübde abgelegt hatte, studierte Vanhoye Literatur zunächst an der Sorbonne, von 1947 bis 1950 Philosophie an der Jesuitenhochschule in Vals-près-le-Puy und von 1951 bis 1955 Theologie an der Ordenshochschule in Enghien in Belgien. Am 25. Juli 1954 empfing er in Enghien durch Henri Dupont, Weihbischof in Lille, die Priesterweihe. Anschließend studierte Vanhoye bis 1959 am Päpstlichen Bibelinstitut in Rom biblische Exegese.
Albert Vanhoye war von 1959 bis 1962 Professor für Exegese des Neuen Testaments an der Jesuitenhochschule Chantilly und wurde 1961 am Päpstlichen Bibelinstitut mit einer Arbeit zur literarischen Struktur des Hebräerbriefes promoviert. Von 1963 bis zu seiner Emeritierung 1993 lehrte er als Professor für Exegese des Neuen Testaments am römischen Päpstlichen Bibelinstitut, wo er auch von 1969 bis 1975 Dekan der biblischen Fakultät und von 1984 bis 1990 Rektor war. Sein Arbeitsschwerpunkt lag dabei auf den paulinischen Briefen und vor allem dem Hebräerbrief. Er lehrte auch an der Päpstlichen Universität Gregoriana und der Päpstlichen Lateranuniversität und übte viele andere Aktivitäten im Bereich der Wissenschaft und als Mitglied verschiedener Gesellschaften aus. Er hat auch zahlreiche Werke in verschiedenen Sprachen veröffentlicht.
Daneben war Vanhoye Mitglied der Kommission zur Vorbereitung der Apostolischen Konstitution Sapientia Christiana, ab 1978 Konsultor der Kongregation für das Katholische Bildungswesen, von 1980 bis 1996 Mitglied des Rates für die Einheit der Christen und ab 1990 Konsultor der Glaubenskongregation. Im selben Jahr wurde er Sekretär der Bibelkommission. Dieses Amt übte er bis 2001 aus.
Im feierlichen Konsistorium am 24. März 2006 nahm ihn Papst Benedikt XVI. für seine theologischen Verdienste überraschend als Kardinaldiakon mit der Titeldiakonie Santa Maria della Mercede e Sant’Adriano a Villa Albani in das Kardinalskollegium auf. Auf seine Bitte hin wurde er wegen seines hohen Alters von der Verpflichtung zur Bischofsweihe dispensiert.
2008 hielt Vanhoye die Fastenexerzitien für Papst Benedikt XVI. Von 2008 bis 2010 war er Großprior des Konstantinordens.
Papst Franziskus erhob ihn am 20. Juni 2016 unter Beibehaltung seines Titelsitzes pro hac vice in den Rang eines Kardinalpriesters.
Albert Vanhoye starb im Juli 2021, fünf Tage nach seinem 98. Geburtstag, in Rom.

## Schriften
- La Structure littéraire de l’Epître aux Hébreux, Desclée de Brouwer, Tournai, 1963.
  - deutsche Ausgabe: Homilie für haltbedürftige Christen. Struktur und Botschaft des Hebräerbriefes. Pustet, Regensburg 1981, ISBN 3-7917-0664-0.
- Situation du Christ. Epître aux hébreux 1 et 2, Paris, 1969.
- Prêtres anciens, prêtre nouveau selon le Nouveau Testament, Paris, 1980.
- I Carismi nel Nuovo Testamento, Rom 1986.
- La Lettre aux Hébreux : Jésus-Christ, médiateur d’une nouvelle alliance, Paris, 2002
- L'épître aux Hébreux, un prêtre différent, Pendé, Gabalda Ed., 2010.